# Eject (film)
Pour les articles homonymes, voir Eject.
Pour plus de détails, voir Fiche technique et Distribution.
Eject est un film français réalisé par Jean-Marc Vincent et produit en 2010 par Richard J. Thomson.

## Synopsis
Samantha, journaliste de la télévision locale, réalise un reportage sur les ambulanciers et accepte de les accompagner en « mission spéciale ». En réalité elle se retrouve avec son caméraman dans une maison close, le Lulu's Paradise, dont les clients et les hôtesses sont soudain affligés d'un mal étrange…
Rapidement, la police bouclera le quartier et il sera impossible de faire rouvrir les portes de la maison close !

## Fiche technique
- Titre original français : Eject
- Réalisation : Jean-Marc Vincent
- Montage : Bertrand Boutillier
- Musique : François Bernaud
- Production : Richard J. Thomson
- Société(s) de production : Jaguarundi Productions
- Pays d’origine :  France
- Langue originale : français
- Format : couleur
- Genre : comédie horrifique
- Durée : 87 minutes
- Dates de sortie : 2013

## Distribution
- Pascal Sellem : Joe l'ambulancier
- Rani Bheemuck : Samantha la journaliste
- Benoît Gourley : Lieutenant Joubert
- Dominique Bettenfeld : Chef Scout
- Philippe Chaine : Franck l'ambulancier
- Joelle Hélary : Lulu la tenancière du bordel
- Oksana : Lolita
- Bella Sab-Litska : Léona
- Alain Robak : Producteur TV
- Rurik Sallé : L'homme en slip
- Jean-Marc Vincent : Jimmy le caméraman
- Anksa Kara : Pam la prostituée noire
- Pascal Lagrandeur : Inspecteur Verju
- Fabrice Colson : Le gynécologue lubrique
- Sylvie Martinez : La pute au rabais
- Didier Nobletz : L'homme NBC
- Océane : Prostituée infirmière
- Serge Bos : Le mari de Lulu
- Alexis Wawerka : Ginette le travelo malade / Sa sœur Jumelle

## Autour du film
- Le film est une série Z totalement assumée, parodie du film espagnol [●REC].
- Il est sorti en DVD le 5 mars 2013.